# Gargoyle (album)
| Recensione | Giudizio |
| ---------- | -------- |
| AllMusic   | [ 1 ]    |

Gargoyle è il decimo album in studio del cantautore statunitense Mark Lanegan, pubblicato il 28 aprile 2017 dall'etichetta discografica Heavenly Recordings.

## Tracce
1. Death's Head Tattoo – 4:20 (Alain Johannes, Mark Lanegan, Rob Marshall)
2. Nocturne – 4:22 (Mark Lanegan, Rob Marshall)
3. Blue Blue Sea – 3:24 (Alain Johannes, Mark Lanegan)
4. Beehive – 3:49 (Mark Lanegan, Rob Marshall)
5. Sister – 5:03 (Alain Johannes, Mark Lanegan)
6. Emperor – 3:36 (Alain Johannes, Mark Lanegan)
7. Goodbye to Beauty – 3:15 (Mark Lanegan, Rob Marshall)
8. Drunk on Destruction – 3:25 (Mark Lanegan, Rob Marshall)
9. First Day of Winter – 3:27 (Alain Johannes, Mark Lanegan)
10. Old Swan – 6:30 (Mark Lanegan, Rob Marshall)

## Formazione

### Gruppo
- Mark Lanegan – voce
- Alain Johannes – chitarra elettrica, basso, sintetizzatore, armonium, moog, mellotron, organo Hammond, organo elettronico, clavicembalo, percussioni, drum machine, cori su Death's Head Tattoo, Nocturne, Blue Blue Sea, Sister, Emperor e First Day of Winter
- Rob Marshall – basso, chitarra elettrica, sintetizzatore, drum machine, batteria, chitarra acustica, pianoforte, corno su Death's Head Tattoo, Nocturne, Beehive, Goodbye to Beauty, Drunk on Destruction e Old Swan
- Aldo Struyf – sintetizzatore, pianoforte, percussioni su Nocturne, Blue Blue Sea e First Day of Winter
- Martyn LeNoble – basso su Nocturne, Beehive, Emperor, Goodbye to Beauty e Drunk on Destruction
- Frederic Lyenn Jacques – basso su Sister
- Jack Irons – batteria su Nocturne, Beehive, Emperor e Drunk on Destruction
- Jean-Philippe De Gheest – batteria su Sister
- Shelley Brien – cori su Blue Blue Sea e Sister

### Altri musicisti
- Joshua Homme – seconda voce su Emperor
- Greg Dulli – chitarra acustica e moog su Beehive, seconda voce su Death's Head Tattoo
- Duke Garwood – corno e chitarra elettrica su Sister

### Produzione
- Alain Johannes – produzione, ingegneria del suono
- Rob Marshall – produzione aggiuntiva, ingegneria del suono
- Emily Mackey – grafica